# Nuevo Anáhuac
Nuevo Anáhuac är en ort i Mexiko.   Den ligger i kommunen Anáhuac och delstaten Nuevo León, i den centrala delen av landet, 800 km norr om huvudstaden Mexico City. Nuevo Anáhuac ligger 163 meter över havet och antalet invånare är 107.
Terrängen runt Nuevo Anáhuac är platt, och sluttar österut. Runt Nuevo Anáhuac är det mycket glesbefolkat, med 3 invånare per kvadratkilometer. Det finns inga andra samhällen i närheten. Trakten runt Nuevo Anáhuac består i huvudsak av gräsmarker.